# Света Луција (светитељка)
Света Луција (Луција од Сиракузе, 283—304, Сиракуза, Италија) је била хришћанска мученица, пострадала током Диоклецијанових прогона. Поштује се као светица и у западном и у православном хришћанству.

## Житије
Први описи њеног мучеништва датирају из 5.-6. века, улепшани су описима бројних чуда и слични су житију Свете Агате.
Према овим изворима, Луција је била ћерка рано умрлог богатог римског грађанина из Сиракузе. Њена мајка, Евтихија, хтела је да уда своју ћерку, али Луција се заветовала на девственост и није пристала на веридбу. Пошто је исцелила мајку од крварења на гробу Свете Агате у Катанији, сложила се са заветом своје ћерке. Одбачени младожења подстакао је окрутни прогон хришћанке Луције. Судија из Сиракузе, Пасхасије, хтео је да је пошаље у јавну кућу, али ни кола која су вукли волови ни хиљаду људи нису могли да помере Луцију са њеног места. После разних мучења и чуда, страдала је од ударца мача. И друге легенде говоре да су јој очи извађене.
Мошти Свете Луције чувају се у истоименим катакомбама у Сиракузи. Године 1040. отео их је Ђорђе Манијак, који је ослободио град од Арапа, и однео у Цариград, а одатле 1204. у Венецију. Ту је и сахрањена у цркви Свете Луције. Године 1860. црква је срушена ради изградње железничке станице Санта Луциа. Мошти су, затим, пренете у оближњу цркву Светог Јеремије. Године 1935. направљена је сребрна маска за њену главу.
У Сиракузи, над катакомбама у којима је светитељка првобитно била сахрањен, подигнута је црква Санта Луциа Фуори ле Мура, чији је олтарски лик насликао Каравађо. У катедрали у Сиракузи, у једној од споредних капела, положен је део моштију свете Луције, враћене из Венеције. Заједно са светима Розалијом и Агатом, Луција се сматра заштитницом Сицилије.
Према другим изворима, њене мошти су почетком 8. века пренете у Корфин (данас Пентима), а 970. године у Мец.

## Иконографија
Светитељка је приказана са следећим атрибутима: мачем у рукама и палмином гранчицом (симболи мучеништва), књигом и кандилом (име Луција је изведено од латинског лук, луцис - „светлост“); понекад носећи очи на послужавнику (према легенди, она их је ишчупала да би се ослободила претерано упорног господина опчињеног њеним погледом).

## Патронат
Света Луција је заштитница сиромашних, слепих, покајничких блудница, болесне деце и заштитница градова Сиракузе и Венеције. Својом заступницом је сматрају и окулисти, адвокати, сељаци, електричари, стаклари, кочијаши, секачи, кројачице, гласници, намештари, седлари, кројачи, чиновници и ткаље.
Православна црква прославља Свету Луцију 13. децембра по јулијанском календару.